# Ilbono
Ilbono är en ort och kommun i provinsen Nuoro i regionen Sardinien i sydvästra Italien. Kommunen hade 2 189 invånare (2017).